# Sens interdits
Albums de Soan
Sous les yeux de Sophie Retourné vivre
Singles
1. Me laisse pas seul
Sortie : 24 juin 2013
2. Il ne se passe rien

Sens interdits est le troisième album de Soan, sorti le 7 octobre 2013,.

## Liste des titres
1. No pasa nada (intro) - 0:38
2. No pasa nada - 3:08
3. Rêver d'en haut - 3:24
4. Me laisse pas seul - 3:42 (ft. La Demoiselle Inconnue)
5. Regarde-moi - 3:07
6. J'ai deux amours - 0:08 (ft. Sabina Scuibba)
7. Il ne se passe rien - 2:48
8. Psycho cinderella - 2:35
9. Sens interdits - 3:35
10. Bobo - 2:25
11. Elsa - 3:21
12. Conquistador - 3:40